# Saint-Marc
Saint-Marc er en by i det vestlige Haiti, med et indbyggertal (pr. 2000) på cirka 100.000. Byen ligger i i departementet Artibonite, på landets kyst til det Caribiske hav.
19°6′39″N 72°41′51″V / 19.11083°N 72.69750°V